# Вариант Алапина
Вариант Алапина — система, возникающая в сицилианской защите после ходов:
1. е2-e4 с7-c5

2. с2-c3.
Относится к полуоткрытым началам.

## История возникновения
Впервые ход 2. c3 встретился в партии В. Поперт — Г. Стаунтон (Лондон, 1841). В дальнейшем ход 2. c3 не пользовался большой популярностью, хотя и неоднократно встречался в партиях того времени. Основополагающим для начала 1. е4 с5 2. с3 стал турнир в Вене (1898), где одним из участников был Семён Зиновьевич Алапин, сыгравший на эту тему несколько интересных партий. После этого ход 2. c3 в сицилианской защите стали нередко связывать с именем Алапина. Немалый вклад в развитие этой системы внесли А. И. Нимцович, С. Г. Тартаковер. С перестановкой ходов позиция из варианта с 2. с3 встречалась в партии Х. Р. Капабланка — М. Черняк (Буэнос-Айрес, 1939) и в поединках А. А. Алехина с И. Подгорным и Я. Фолтысом (Прага, 1942). В 1970—1980-х гг. огромный вклад в развитие системы внес Е. Э. Свешников.

## Варианты
- 2. … d7-d5 — основное продолжение
- 2. … Kg8-f6
- 2. … e7-e6
- 2. … d7-d6
- 2. … g7-g6
- 2. … e7-e5